# 埃克耶 (加来海峡省)
埃克耶（法語：Escœuilles，法語發音：[ekœj]）是法国上法蘭西大區加来海峡省的一个市镇，属于圣奥梅尔区。

## 地理
埃克耶（50°43'32"N, 1°55'35"E）面积5.91 平方千米，位于法国上法蘭西大區加来海峡省，该省份为法国北部沿海省份，西北濒北海，南至索姆省，东临北部省。
与埃克耶接壤的市镇（或旧市镇、城区）包括：勒贝尔格、凯克、叙尔克、阿尔基讷、布吕南贝尔、上洛坎。
埃克耶的时区为UTC+01:00、UTC+02:00（夏令时）。

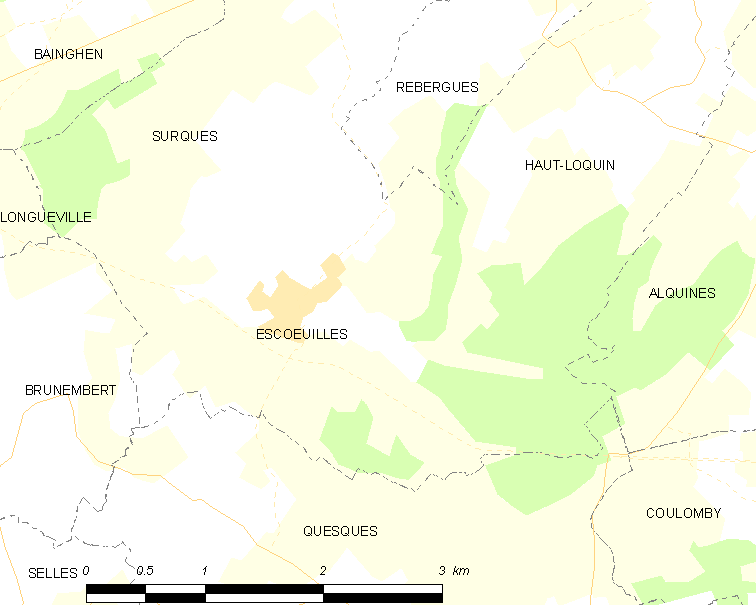
埃克耶的OSM定位图

## 行政
埃克耶的邮政编码为62850，INSEE市镇编码为62308。

## 政治
埃克耶所属的省级选区为兰布尔县。

## 人口

1962-2008年间埃克耶人口变化图示

埃克耶于2022年1月1日时的人口数量为475人。